# 193 г. пр.н.е.
193 (сто деветдесет и трета) година преди новата ера (пр.н.е.) е година от доюлианския (Помпилийски) римски календар.

## Събития

### В Римската република
- Консули са Луций Корнелий Мерула и Квинт Минуций Терм.
- Установено е търговското пристанище на Тибър т.нар. Емпориум (Emporium), a по нареждане на курулните едили Марк Емилий Лепид и Луций Емилий Павел към него е построена сградата нарична Портикус Емилия.[1]
- Наводнение унищожава два моста в Рим.[1]
- Преговори между римляните представлявани от Тит Квинкций Фламинин и пратеници на Антиох III в Рим се провалят.[2] Селевкидският цар отказва да оттегли претенциите си за европейските (т.е. Тракийския Херсонес и Тракия) владения на бившето царство на Лизимах, чиито малоазийски владения са под негов контрол.[3]
- Делегации от гръцки и Йонийски градове се оплакват пред Сената от опасността, която според тях представлява Антиох за свободата им. Римски посланици са изпратени да настояват за оттегляне на Антиох от Европа.[3]
- Картагенски пратеници пристигат в Рим, за да се оплачат от дейността на нумидийския цар Масиниса и териториалния спор, която предизвиква тя. Сенатът изпраща комисия начело със Сципион Африкански, която да изследва въпроса, но въпреки това не се стига до решение.[2]
- Първи враждеби действия на лузитаните, ветоните и други племена срещу римската власт, което налага изпращане на подкрепления в Испания.[2]

### В Гърция и Мала Азия
- Война в Пелопонес между Спарта и Ахейския съюз.[2]
- Етолийците изпращат посланици до Филип V, Набис и Антиох III с призиви за обединение срещу Рим.[3]
- Римските посланици Публий Сулпиций Галба Максим и Публий Вилий Тапул се отбиват в Пергам за консултация с цар Евмен II, след което продължават пътуването си към Ефес. Смъртта на сина на селевкидския цар, който също носи името Антиох, забавя преговорите с Антиох III, но веднъж щом започват те не успяват да постигнат промяна в отношението между двете сили. Претенциите на Антиох към европейските територии се запазват, а самият той започва военни приготовления.[3]

### В Египет
- Клеопатра I, дъщеря на Антиох III, се омъжва за Птолемей V. Коилесирия, Финикия, и Юдея са поставени отново под птолемейски контрол като част от зестрата.

## Починали
- Антиох, син на Антиох III